# Miłczina łyka
Miłczina łyka (bułg. Милчина лъка) – wieś w Bułgarii, w obwodzie Widyń, w gminie Gramada. W 2024 roku liczyła 38 mieszkańców.
Główną atrakcją kulturalną Miłczinej łyki jest pomnik poległych podczas dwóch wojen bałkańskich, znajdujący się w centrum wsi.
We wsi znajdują się licznie źródła. W pobliżu wsi znajduje się także stary bunkier partyzancki, o którym starzy mieszkańcy do dziś opowiadają legendy na jej temat.